# Olimpíada de xadrez para mulheres de 1969
A Olimpíada de xadrez para mulheres de 1969 foi a quarta edição da Olimpíada de xadrez para mulheres organizada pela FIDE, realizada em Lublin, Polônia entre 8 e 23 de setembro. A equipe da União Soviética (Nona Gaprindashvili, Alla Kushnir, Nana Alexandria) conquistou novamente a medalha de ouro, seguidos da Hungria (Mária Ivánka, Zsuzsa Verőci, Károlyné Honfi) e Tchecoslováquia (Štěpánka Vokřálová, Květa Eretová, Jana Bellin).

## Quadro de medalhas
| Tabuleiro | Ouro                    | Prata                   | Bronze                                              |
| 1.º       | URS Nona Gaprindashvili | TCH Štěpánka Vokřálová, | HUN Mária Ivánka                                    |
| 2.º       | URS Alla Kushnir        | HUN Zsuzsa Verőci       | YUG Henrijeta Konarkowska-Sokolov TCH Květa Eretová |
| res       | URS Nana Alexandria     | ROM Suzana Makai        | BUL Antonina Georgieva                              |